# Tło zanieczyszczeń powietrza
Tło zanieczyszczeń powietrza (niem. Vorbelastung, ang. basic levels of pollution, background level of pollution) – zawartość gazów lub pyłów w zanieczyszczonym powietrzu atmosferycznym, określana jako wartość średnia odniesiona do roku. Jest wyznaczana przede wszystkim dla tych zanieczyszczeń, dla których ustalono dopuszczalne wartości stężeń.
W Polsce badania tła są prowadzone w licznych stacjach monitoringu powietrza atmosferycznego (sieć krajowa oraz sieci regionalne i lokalne) oraz kilku stacjach Głównego Inspektoratu Ochrony Środowiska – w ramach międzynarodowych programów, realizowanych zgodnie z konwencją w sprawie transgranicznego zanieczyszczania powietrza na dalekie odległości (programy EMEP i GAW/WMO).
W polskich stacjach monitoringu wykonywane są przede wszystkim codzienne pomiary stężenia:
- SO2, NO2, O3 w fazie gazowej
- SO2−4, NO3-, NH+4, Cl- w aerozolu,
- SO2−4, NO3-, NH+4, Cl-, Na+, Ca2+, Mg2+, K+ w opadzie atmosferycznym,

a ponadto oznaczenia przewodności elektrolitycznej i pH oraz stężenia metali ciężkich i pyłu zawieszonego PM10.
Informacje o wartości tła są wykorzystywane w czasie ocen oddziaływania instalacji na środowisko. Dane dotyczące tła, wielkości planowanej emisji zanieczyszczeń oraz warunków tej emisji i rozprzestrzeniania się w atmosferze pozwalają obliczać przewidywany stopień zanieczyszczenia powietrza po uruchomieniu planowanego przedsięwzięcia inwestycyjnego. Wyniki obliczeń są porównywane z wartościami dopuszczalnych stężeń substancji zanieczyszczających.